# Fauna
Albums de Oh Land
Oh Land
(2011)
Singles
1. Audition Day
Sortie : Août 2008
2. Heavy Eyes
Sortie : Janvier 2009

Fauna est le premier album de l'artiste danoise Oh Land. Il est sorti au Danemark le 10 novembre 2008 sous le label indépendant Fake Diamond Records. L'album a reçu des critiques généralement positives. Deux singles sont issus de cet album : Audition Day et Heavy Eyes. Une chanson nommée "Burn" devait à l'origine apparaître dans cet album mais n'a finalement pas été implantée.

## Liste des morceaux
Toutes les chansons sont écrites et composées par Oh Land.
| No  | Titre            | Durée |
| --- | ---------------- | ----- |
| 1.  | Numb             | 4:38  |
| 2.  | Still Here!      | 3:16  |
| 3.  | Frostbite        | 4:49  |
| 4.  | Heavy Eyes       | 3:47  |
| 5.  | Postpone the Bad | 3:23  |
| 6.  | Koo Koo          | 1:53  |
| 7.  | Audition Day     | 3:55  |
| 8.  | I Found You      | 3:27  |
| 9.  | Release Me       | 4:38  |
| 10. | Namazu           | 3:05  |
| 11. | Alive/Awake      | 3:42  |
| 12. | Deep-Sea         | 3:32  |